# Archibald Hamilton (9e duc de Hamilton)
Archibald Hamilton, 9e duc de Hamilton et 6e duc de Brandon (15 juillet 1740 - 16 février 1819) est un pair et homme politique écossais.

## Biographie
Hamilton est le deuxième fils de James Hamilton, 5e duc de Hamilton et de sa troisième épouse, Anne Spencer, et fait ses études au Collège d'Eton.
En 1768, Hamilton devient membre du Parlement pour le Lancashire et occupe ce siège jusqu'en 1772, date à laquelle il est nommé délégué des Chiltern Hundreds dans le Buckinghamshire.
Thomas Gainsborough fait son portrait en 1786, aujourd'hui conservé dans le Waddesdon Manor par le National Trust.
En 1799, il hérite des titres de son demi-neveu et est nommé Lord Lieutenant du Lanarkshire.
Hamilton est une figure éminente du monde des courses de chevaux Pur-sang. Entre 1786 et 1814, ses chevaux remportent sept courses des St Leger Stakes à Doncaster .

## Famille
Le 25 mai 1765, il épouse Lady Harriet Stewart (une fille d'Alexander Stewart, 6e comte de Galloway) et ils ont cinq enfants:
- Lady Anne Hamilton, dame d'honneur de la reine Caroline[3], décédée célibataire.
- Alexander Hamilton, 10e duc de Hamilton (1767-1852)
- Lord Archibald Hamilton (1769-1827)
- Lady Charlotte (1772-1827), épouse Edward St Maur, 11e duc de Somerset
- Lady Susan (1774-1846), épouse George Murray, 5e comte de Dunmore

Le duc est décédé en 1819 et son fils aîné lui succède.